# Hà Tu

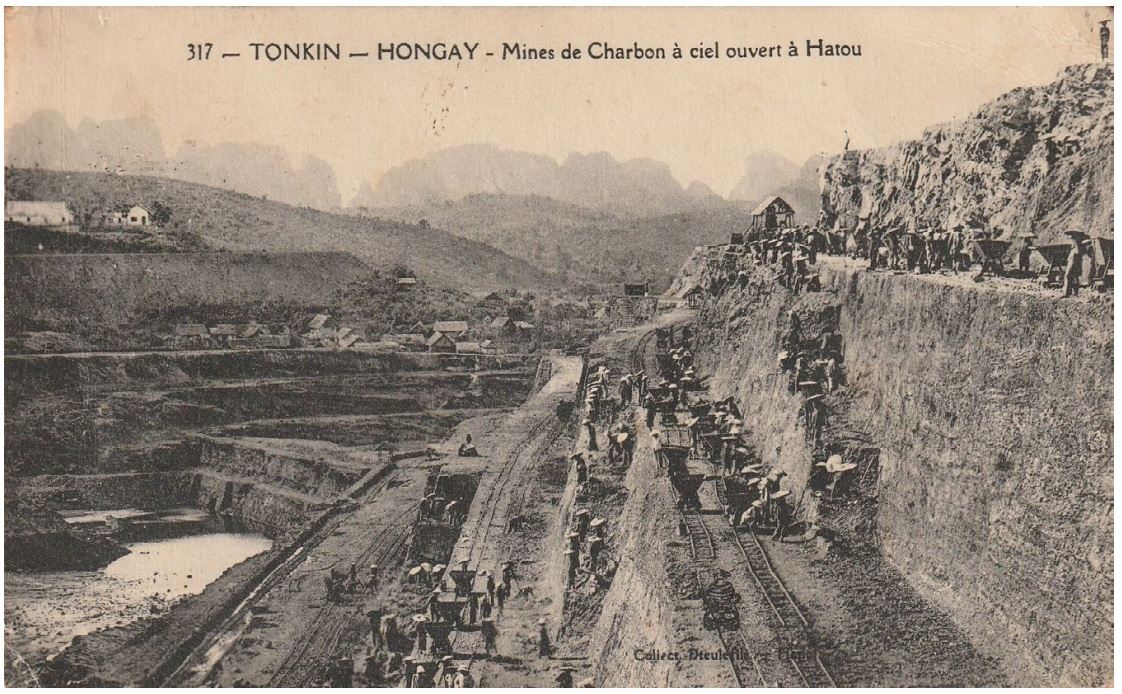
Mỏ than Hà Tu khoảng năm 1910

Hà Tu là một phường thuộc tỉnh Quảng Ninh, Việt Nam.
Phường Hà Tu có diện tích 15,94 km², dân số năm 1999 là 10833 người, mật độ dân số đạt 680 người/km².

## Khí hậu
| 1                                                     | 2        | 3        | 4         | 5         | 6         | 7         | 8         | 9         | 10        | 11        | 12      |
| 32 21 10                                              | 28 25 13 | 74 29 13 | 137 30 25 | 270 31 26 | 448 32 28 | 483 32 28 | 629 32 25 | 431 32 22 | 181 27 16 | 118 27 12 | 52 19 9 |
| Trung bình tối đa và tối thiểu. Nhiệt độ tính theo °C |          |          |           |           |           |           |           |           |           |           |         |
| Tổng lượng giáng thủy tính theo mm                    |          |          |           |           |           |           |           |           |           |           |         |
| Nguồn:                                                |          |          |           |           |           |           |           |           |           |           |         |

| Đổi ra hệ đo lường Anh                                | Đổi ra hệ đo lường Anh | Đổi ra hệ đo lường Anh | Đổi ra hệ đo lường Anh | Đổi ra hệ đo lường Anh | Đổi ra hệ đo lường Anh | Đổi ra hệ đo lường Anh | Đổi ra hệ đo lường Anh | Đổi ra hệ đo lường Anh | Đổi ra hệ đo lường Anh | Đổi ra hệ đo lường Anh | Đổi ra hệ đo lường Anh |
| ----------------------------------------------------- | ---------------------- | ---------------------- | ---------------------- | ---------------------- | ---------------------- | ---------------------- | ---------------------- | ---------------------- | ---------------------- | ---------------------- | ---------------------- |
| 1                                                     | 2                      | 3                      | 4                      | 5                      | 6                      | 7                      | 8                      | 9                      | 10                     | 11                     | 12                     |
| 1.3 70 50                                             | 1.1 77 55              | 2.9 84 55              | 5.4 86 77              | 11 88 79               | 18 90 82               | 19 90 82               | 25 90 77               | 17 90 72               | 7.1 81 61              | 4.6 81 54              | 2 66 48                |
| Trung bình tối đa và tối thiểu. Nhiệt độ tính theo °F |                        |                        |                        |                        |                        |                        |                        |                        |                        |                        |                        |
| Tổng lượng giáng thủy tính theo inch                  |                        |                        |                        |                        |                        |                        |                        |                        |                        |                        |                        |

| 1                                                     | 2        | 3        | 4         | 5         | 6         | 7         | 8         | 9         | 10        | 11        | 12      |
| 32 21 10                                              | 28 25 13 | 74 29 13 | 137 30 25 | 270 31 26 | 448 32 28 | 483 32 28 | 629 32 25 | 431 32 22 | 181 27 16 | 118 27 12 | 52 19 9 |
| Trung bình tối đa và tối thiểu. Nhiệt độ tính theo °C |          |          |           |           |           |           |           |           |           |           |         |
| Tổng lượng giáng thủy tính theo mm                    |          |          |           |           |           |           |           |           |           |           |         |
| Nguồn:                                                |          |          |           |           |           |           |           |           |           |           |         |

| Đổi ra hệ đo lường Anh                                | Đổi ra hệ đo lường Anh | Đổi ra hệ đo lường Anh | Đổi ra hệ đo lường Anh | Đổi ra hệ đo lường Anh | Đổi ra hệ đo lường Anh | Đổi ra hệ đo lường Anh | Đổi ra hệ đo lường Anh | Đổi ra hệ đo lường Anh | Đổi ra hệ đo lường Anh | Đổi ra hệ đo lường Anh | Đổi ra hệ đo lường Anh |
| ----------------------------------------------------- | ---------------------- | ---------------------- | ---------------------- | ---------------------- | ---------------------- | ---------------------- | ---------------------- | ---------------------- | ---------------------- | ---------------------- | ---------------------- |
| 1                                                     | 2                      | 3                      | 4                      | 5                      | 6                      | 7                      | 8                      | 9                      | 10                     | 11                     | 12                     |
| 1.3 70 50                                             | 1.1 77 55              | 2.9 84 55              | 5.4 86 77              | 11 88 79               | 18 90 82               | 19 90 82               | 25 90 77               | 17 90 72               | 7.1 81 61              | 4.6 81 54              | 2 66 48                |
| Trung bình tối đa và tối thiểu. Nhiệt độ tính theo °F |                        |                        |                        |                        |                        |                        |                        |                        |                        |                        |                        |
| Tổng lượng giáng thủy tính theo inch                  |                        |                        |                        |                        |                        |                        |                        |                        |                        |                        |                        |

| Dữ liệu khí hậu của Hà Tu               | Dữ liệu khí hậu của Hà Tu | Dữ liệu khí hậu của Hà Tu | Dữ liệu khí hậu của Hà Tu | Dữ liệu khí hậu của Hà Tu | Dữ liệu khí hậu của Hà Tu | Dữ liệu khí hậu của Hà Tu | Dữ liệu khí hậu của Hà Tu | Dữ liệu khí hậu của Hà Tu | Dữ liệu khí hậu của Hà Tu | Dữ liệu khí hậu của Hà Tu | Dữ liệu khí hậu của Hà Tu | Dữ liệu khí hậu của Hà Tu | Dữ liệu khí hậu của Hà Tu |
| Tháng                                   | 1                         | 2                         | 3                         | 4                         | 5                         | 6                         | 7                         | 8                         | 9                         | 10                        | 11                        | 12                        | Năm                       |
| --------------------------------------- | ------------------------- | ------------------------- | ------------------------- | ------------------------- | ------------------------- | ------------------------- | ------------------------- | ------------------------- | ------------------------- | ------------------------- | ------------------------- | ------------------------- | ------------------------- |
| Cao kỉ lục °C (°F)                      | 32.0 (89.6)               | 29.5 (85.1)               | 33.0 (91.4)               | 34.7 (94.5)               | 38.0 (100.4)              | 37.4 (99.3)               | 39.0 (102.2)              | 37.0 (98.6)               | 35.7 (96.3)               | 33.8 (92.8)               | 31.7 (89.1)               | 29.0 (84.2)               | 39.0 (102.2)              |
| Trung bình ngày tối đa °C (°F)          | 18.1 (64.6)               | 18.9 (66.0)               | 21.7 (71.1)               | 26.3 (79.3)               | 30.7 (87.3)               | 31.8 (89.2)               | 32.6 (90.7)               | 32.0 (89.6)               | 29.3 (84.7)               | 27.4 (81.3)               | 25.0 (77.0)               | 21.1 (70.0)               | 26.4 (79.5)               |
| Trung bình ngày °C (°F)                 | 14.9 (58.8)               | 16.1 (61.0)               | 20.4 (68.7)               | 23.8 (74.8)               | 27.2 (81.0)               | 28.3 (82.9)               | 29.4 (84.9)               | 27.8 (82.0)               | 27.0 (80.6)               | 25.9 (78.6)               | 21.1 (70.0)               | 17.2 (63.0)               | 23.1 (73.6)               |
| Tối thiểu trung bình ngày °C (°F)       | 10.1 (50.2)               | 14.0 (57.2)               | 16.1 (61.0)               | 19.2 (66.6)               | 24.9 (76.8)               | 26.0 (78.8)               | 26.1 (79.0)               | 25.4 (77.7)               | 24.0 (75.2)               | 21.8 (71.2)               | 16.3 (61.3)               | 10.2 (50.4)               | 19.0 (66.2)               |
| Thấp kỉ lục °C (°F)                     | 4.0 (39.2)                | 3.7 (38.7)                | 6.0 (42.8)                | 11.1 (52.0)               | 16.8 (62.2)               | 17.9 (64.2)               | 20.9 (69.6)               | 20.5 (68.9)               | 16.6 (61.9)               | 13.3 (55.9)               | 8.2 (46.8)                | 0.7 (33.3)                | 0.7 (33.3)                |
| Lượng Giáng thủy trung bình mm (inches) | 35.0 (1.38)               | 29.1 (1.15)               | 50.1 (1.97)               | 92.6 (3.65)               | 196.5 (7.74)              | 312.1 (12.29)             | 414.9 (16.33)             | 504.8 (19.87)             | 346.7 (13.65)             | 156.3 (6.15)              | 56.2 (2.21)               | 22.4 (0.88)               | 1.935,6 (76.20)           |
| Số ngày mưa trung bình                  | 8.4                       | 11.4                      | 14.8                      | 11.8                      | 12.0                      | 15.3                      | 16.7                      | 18.6                      | 13.7                      | 8.9                       | 6.0                       | 5.8                       | 143.3                     |
| Độ ẩm tương đối trung bình (%)          | 81.6                      | 86.0                      | 87.9                      | 86.8                      | 83.7                      | 84.5                      | 84.2                      | 85.7                      | 82.7                      | 79.0                      | 77.7                      | 77.2                      | 83.1                      |
| Số giờ nắng trung bình tháng            | 63.4                      | 46.7                      | 37.6                      | 81.8                      | 158.8                     | 153.5                     | 177.0                     | 161.2                     | 164.3                     | 165.0                     | 139.6                     | 99.1                      | 1.448                     |
| [ cần dẫn nguồn ]                       |                           |                           |                           |                           |                           |                           |                           |                           |                           |                           |                           |                           |                           |